# Blenheim Orange
Blenheim Orange es el nombre de una variedad cultivar de manzano (Malus domestica).
Variedad de manzana triploide procedente de semilla. Descubierto por el Sr. Kempster en Woodstock cerca de Blenheim, Oxfordshire, Inglaterra alrededor de 1740. Distribuido alrededor de 1818. Recibió la "medalla Banksian" de la Royal Horticultural Society en 1822. Las frutas tienen una carne blanca cremosa, de textura algo gruesa y bastante seca con una rico sabor aromático característico. Muy buena manzana para usar en la cocina.

## Sinónimos
- "Beauty of Dumbleton",
- "Blenheim",
- "Blenheim Orange Pippin",
- "Blenheim Pippin",
- "Blooming Orange",
- "Dempster's Pippin",
- "Gloucester Pippin",
- "Goldreinette",
- "Kempster Pippin",
- "Kempster's Pippin",
- "Northampton",
- "Northwich Pippin",
- "Northwick Pippin",
- "Northwitch Blenheim",
- "Red Normandy",
- "Ward’s Pippin",
- "Woodstock",
- "Woodstock Pippin".[4]

## Historia
George Kempster, un tejedor de cestas de "Old Woodstock" en Oxfordshire (Reino Unido), encontró creciendo como una plántula contra un muro fronterizo del Palacio de Blenheim en 1740 (esta residencia más tarde se hizo famosa por ser el lugar de nacimiento de Sir Winston Churchill). Originalmente conocido como "Kempster’s Pippin", fue rebautizado en 1804 como 'Blenheim Orange'. Recibió la "medalla Banksian" de la Royal Horticultural Society en 1822. Distribuido alrededor de 1818, vendido a través de un vivero de Worcestershire.
'Blenheim Orange' se cultiva en la National Fruit Collection con el número de accesión: 1973-133 y Accession name: Blenheim Orange (LA 62A).

## Progenie
'Blenheim Orange' es el Parental-Madre de la variedades cultivares de manzana:
- Oxford Yeoman
- George Carpenter
- Beauty of Hants
- Eynsham Challenger
- Howgate Wonder
- Annie Elizabeth
- Edward VII
- Eynsham Challenger
- Eynsham Dumpling
- Sergeant Peggy
- Robert Blatchford

'Blenheim Orange' es el Parental-Padre de la variedades cultivares de manzana:
- Celt
- Victory (Carpenter)
- Newton Wonder

'Blenheim Orange' es origen de Desportes, nuevas variedades de manzana:
- Aldenham Blenheim
- Red Blenheim (Wastie)[4][6]

## Características
'Blenheim Orange' es un árbol extenso vigoroso, erguido. Sobre sus propias raíces, el árbol debe tener unos 10 años antes de que produzca frutos en cantidades razonables. La fruta se desarrolla en forma individual en lugar de en racimos como la mayoría de las manzanas. Presenta vecería, tiende a producir mejor cada dos años. Resistente en zonas de heladas tardías, pero no tolera muy bien los inviernos fríos. Prefiere suelos ligeros, cálidos y ligeramente húmedos. Alto mantenimiento. Debido a su vigor, se cultiva mejor en raíces enanas.
'Blenheim Orange' tiene un tiempo de floración que comienza a partir del 6 de mayo con el 10% de floración, para el 12 de mayo tiene una floración completa (80%), y para el 19 de mayo tiene un 90% de caída de pétalos.
'Blenheim Orange' tiene una talla de fruto grande a muy grande; forma redonda y aplanada; epidermis con color de fondo verde que madura a amarillo, con sobre color rojo anaranjado en una cantidad media-alta, con sobre color patrón manchas y parches, "russeting" (pardeamiento áspero superficial que presentan algunas variedades) bajo; cáliz es grande y abierto, asentado en una cuenca amplia y moderadamente profunda, rodeada de una ligera corona; pedúnculo es corto y robusto, colocado en una profunda cavidad con "russeting"; carne blanca cremosa, quebradiza y de grano grueso. Jugoso, vivaz y muy dulce, con un rico y aromático sabor a nuez.
Su tiempo de recogida de cosecha se inicia a finales de septiembre, aguanta 4 meses en cámara frigorífica. Una manzana de postre, pero de uso frecuente para cocinar. Produce muy buenos purés. Comido fresco, es una combinación única con quesos. También se puede cortar en gajos y, a menudo, se usa como componente para dar sabor a la sidra.

## Ploidismo
Triploide. Autofértil, pero los cultivos mejoran con un polinizador compatible. Grupo de polinización D día 12.

## Vulnerabilidades
- Ligeramente susceptible a  la roña o Sarna del manzano.
- Moderadamente susceptible al cranco del manzano.
- Moderadamente susceptible a la podredumbre de la raíz.[6]
- Resistente al Mildiu.